# Liste der Baudenkmale in Sallgast
In der Liste der Baudenkmale in Sallgast sind alle Baudenkmale der brandenburgischen Gemeinde Sallgast und ihrer Ortsteile aufgelistet. Grundlage ist die Veröffentlichung der Landesdenkmalliste mit dem Stand vom 31. Dezember 2023. Die Bodendenkmale sind in der Liste der Bodendenkmale in Sallgast aufgeführt.

## Baudenkmale
In den Spalten befinden sich folgende Informationen:
- ID-Nr.: Die Nummer wird vom Brandenburgischen Landesamt für Denkmalpflege vergeben. Ein Link hinter der Nummer führt zum Eintrag über das Denkmal in der Denkmaldatenbank. In dieser Spalte kann sich zusätzlich das Wort Wikidata befinden, der entsprechende Link führt zu Angaben zu diesem Denkmal bei Wikidata.
- Lage: die Adresse des Denkmales und die geographischen Koordinaten. Link zu einem Kartenansichtstool, um Koordinaten zu setzen. In der Kartenansicht sind Denkmale ohne Koordinaten mit einem roten beziehungsweise orangen Marker dargestellt und können in der Karte gesetzt werden. Denkmale ohne Bild sind mit einem blauen bzw. roten Marker gekennzeichnet, Denkmale mit Bild mit einem grünen beziehungsweise orangen Marker.
- Bezeichnung: Bezeichnung in den offiziellen Listen des Brandenburgischen Landesamtes für Denkmalpflege. Ein Link hinter der Bezeichnung führt zum Wikipedia-Artikel über das Denkmal.
- Beschreibung: die Beschreibung des Denkmales
- Bild: ein Bild des Denkmales und gegebenenfalls einen Link zu weiteren Fotos des Baudenkmals im Medienarchiv Wikimedia Commons

### Dollenchen
| ID-Nr.                           | Lage                 | Bezeichnung             | Beschreibung | Bild           |
| -------------------------------- | -------------------- | ----------------------- | --- | -------------- |
| 09135080                         | Dorfstraße (Lage)    | Dorfkirche              | Die evangelische Kirche wurde Ende des 13. Jahrhunderts erbaut, der Turm wurde 1342 hinzugefügt. Auf dem Turm befindet sich ein barocker Aufsatz in Form einer geschweiften Haube. Die Ausstattung im Inneren stammt aus dem 18. Jahrhundert. | weitere Bilder |
| 09136188 Teilobjekt zu: 09135080 | Dorfstraße (Lage)    | Taufengel               | | BW             |
| 09136031 Teilobjekt zu: 09135080 | Dorfstraße (Lage)    | Orgel                   | | BW             |
| 09135285                         | Hauptstraße 5 (Lage) | Blockhaus               | Es handelt sich hier um ein Wohnstallhaus mit Satteldach. Datiert wird es auf die Zeit um 1800. | Blockhaus      |
| 09136255 Teilobjekt zu: 09135285 | Hauptstraße 5 (Lage) | Scheune & Tordurchfahrt | Die Scheune wurde 1999 abgebrochen. | BW             |

### Göllnitz
| ID-Nr.                           | Lage                   | Bezeichnung                   | Beschreibung | Bild           |
| -------------------------------- | ---------------------- | ----------------------------- | --- | -------------- |
| 09135116                         | Saadower Straße (Lage) | Dorfkirche und Friedhofsmauer | Die evangelische Kirche wurde in der zweiten Hälfte des 13. Jahrhunderts erbaut. Es war ursprünglich ein frühgotischer Saalbau, in der Mitte des 18. Jahrhunderts erneuert und im barocken Stil umgebaut. Im Inneren befindet sich ein Altaraufsatz aus dem 17. Jahrhundert. Die Orgel mit Prospekt wurde 1853 erbaut. | weitere Bilder |
| 09136195 Teilobjekt zu: 09135116 | Saadower Straße (Lage) | Taufengel                     | | BW             |
| 09136035 Teilobjekt zu: 09135116 | Saadower Straße (Lage) | Orgel                         | | BW             |

### Sallgast
| ID-Nr.                          | Lage                | Bezeichnung                        | Beschreibung                                                                                                   | Bild                               |
| ------------------------------- | ------------------- | ---------------------------------- | --- | ---------------------------------- |
| 09135124                        | (Lage)              | Dorfkirche                         | Die heutige evangelische Kirche wurde möglicherweise Anfang des 14. Jahrhunderts im frühgotischen Stil erbaut. | Dorfkirche                         |
| 09135074                        | Parkstraße 3 (Lage) | Schloss und Park                   | Das Schloss wurde im 12. Jahrhundert als Wasserburg errichtet.                                                 | weitere Bilder                     |
| 0916187 Teilobjekt zu: 09135074 | Parkstraße 3 (Lage) | Schlosspark                        | | Schlosspark                        |
| 09135020                        | (Lage)              | Wasserturm mit Jagdzimmer, im Park | Errichtet wurde der Wasserturm im Jahre 1908 und sollte zugleich als Aussichtsturm und Jagdsitz dienen.        | Wasserturm mit Jagdzimmer, im Park |